# Церковь Святых Петра и Павла (Люксембург)
Церковь в честь святых апостолов Петра и Павла (люкс. Péiter-a-Paul Kierch) — единственный русский православный храм в Люксембурге, входящий в юрисдикцию Западно-Европейской епархии Русской православной церкви заграницей.

## История
Первые русские переселенцы, по разным данным от 120 до 300 человек, приехали в Люксембург из Болгарии, Италии и Турции в 1927 году и были в основном остатками частей генерала Корнилова. В 1928 году здесь был основан православный приход. Своего помещения у прихода не было, поэтому пришлось обустроить молельный дом, устроенный поначалу в казарме.
Многолетний настоятель прихода протоиерей Сергий Пух вспоминал:

Русские офицеры стали шахтерами, работали и на других предприятиях, на керамической фабрике… Трудное было время. Но вера в Бога и в справедливость оставалась непоколебимой. Своей церкви не было, приходилось нести службу и совершать обряды по договоренности в католических храмах, либо в так называемых домовых церквах — это у кого-нибудь на дому, где есть достаточно пространства. Русская община жила весьма скромно, но сплоченно, взаимно выручали друг друга. Ну а когда заводились деньжата, устраивали пир на весь мир, как это умеем делать только мы, русские!

В 1975 году, с разрешения местных властей, за символическую сумму был получен участок земли, и в 1979 году архиепископом Антонием (Бартошевичем) заложен первый камень в основание русского православного храма в Люксембурге. Инициатором строительства храма явился протоиерей Сергий Пух, вложивший в строительство церкви личные средства, полученные от продажи дома. Проект храма разработал архитектор М. Шолл. Храм был освящён 12 июля 1982 года в честь святых апостолов Петра и Павла. Расписывать фрески приехал архимандрит Киприан (Пыжов) из Джорданвилля.
16 июля 2015 года по случаю 85-летия прихода Инна Гэншоу написала:

Год от года растет и крепнет православная община Люксембурга, отметившая в прошлом году своё 85-летие. Все больше юных лиц, молодых семей и маленьких детей в приходе, радующих старшее поколение, помнящее скромный клирос и просторные стены храма. Нынче в нем не протолкнуться. На хорах поют почти десяток чистых, светлых голосов вместе с регентом Еленой Витель. В самом храме тесно, но прихожане с благоговением внимают словам архиепископа Женевского и Западно-Европейского Михаила, специально приехавшего на этот праздник. Особенно много людей старается встать рядом с чудотворной Курско-Коренной иконой Пресвятой Богородицы, привезенной из Нью-Йорка. С этой иконой каждого в приходе связывает почти личная история, ведь благодаря молитве перед ней и появился наш Петропавловский храм.